# پل گینیار
پل گینیار (انگلیسی: Paul Guignard؛ ۱۰ مه ۱۸۷۶ – ۱۵ فوریه ۱۹۶۵) ورزشکار دوچرخه‌سواری پیست اهل فرانسه بود.
وی در مسابقات کشوری و بین‌المللی در مجموع برندهٔ ۱ مدال طلا، ۱ مدال نقره، ۱ مدال برنز شده‌است.